# Sankt Veit an der Gölsen
Sankt Veit an der Gölsen är en ort och kommun  i Österrike. Den ligger i distriktet Lilienfeld i förbundslandet Niederösterreich,  55 km väster om huvudstaden Wien. 
Kommunen består av 14 orter (Ortschaften) (inom parentes invånarantal 1 januari 2024):

- Außer-Wiesenbach (251)
- Inner-Wiesenbach (32)
- Kerschenbach (183)
- Kropfsdorf (150)
- Maierhöfen (71)
- Obergegend (120)
- Pfenningbach (70)
- Rainfeld (778)
- St. Veit an der Gölsen (722)
- Schwarzenbach an der Gölsen (411)
- Steinwandleiten (499)
- Traisenort (93)
- Wiesenfeld (408)
- Wobach (52)